# NGC 6544

## Додаткова інформація
У червні 2023 року, фахівці Європейського космічного агентства (ESA) показали нове зображення кулястого скупчення NGC 6544, яке отримано телескопом «Габбл». Як відомо, NGC 6544 знаходиться на відстані восьми тисяч світлових років від Землі, у напрямку до сузір’я Стрільця, і представляє групу зірок, які настільки тісно пов’язані гравітацією, що обертаються навколо центру Чумацького Шляху як єдиний супутник. Нове зображення NGC 6544 складено зі знімків, зроблених двома інструментами космічної обсерваторії (камерами ACS та WFC3) під час двох окремих спостережних сесій. Метою першої була візуальна ідентифікація розташованого всередині скупчення пульсара. Другу проводили для пошуку видимих аналогів об’єктів, виявлених інших електромагнітних довжинах хвиль. Тільки замість пульсарів «Габбл» шукав аналоги слабких рентгенівських джерел з метою пояснення, як скупчення типу NGC 6544 змінюються з часом.
1. ↑  Телескоп «Хаббл» отримав нове зображення кульового скупчення NGC 6544. 20.06.2023